# Venus Terzo
Venus Terzo est une actrice canadienne, née le 17 octobre 1967 à Montréal (Canada).

## Filmographie

### Cinéma

#### Court métrage
- 2003 : Therapy : Jennifer
- 2008 : Gold! Gold! Gold! : Markita Schouler
- 2008 : Basket Casket : Docteur

#### Long métrage
- 1989 : American Boyfriends de Sandy Wilson : Sophie
- 1989 : Famille immédiate (Immediate Family) de Jonathan Kaplan : Ruby, fille de la femme espagnole
- 1992 : Ranma ½: The Movie 2, Nihao My Concubine (Ranma ½: Kessen Tôgenkyô! Hanayome o torimodose!!) : Ranma Saotome (femme) (voix anglaise)
- 1992 : Ranma ½: The Movie, Big Trouble in Nekonron, China (Ranma ½: Chûgoku Nekonron daikessen! Okite yaburi no gekitô hen) : Ranma Saotome (femme) (voix anglaise)
- 1994 : Ranma ½: Chô-musabetsu kessen! Ranma team VS densetsu no hôô : Ranma Saotome (femme) (version anglaise)
- 1995 : Devotion de Mindy Kaplan : Woman at Dance Club
- 1997 : Les Guerriers de la vertu (Warriors of Virtue) de Ronny Yu : Barbarotious (voix)
- 1997 : Histoire de fantômes chinois (Sinnui yauwan) de Ching Siu-tung : Siu Deep (voix anglaise)
- 2000 : Escaflowne de Kazuki Akane et Yoshiyuki Takei : Princesse Milerna (voix anglaise)
- 2001 : InuYasha : Au-delà du temps (Inuyasha - Toki wo Koeru Omoi) de Toshiya Shinohara : Ruri (voix anglaise)
- 2003 : On the Corner de Nathaniel Geary : Docteur
- 2008 : Edison & Leo de Neil Burns : Lotte (voix)
- 2011 : Visages inconnus (Faces) de Julien Magnat : Nina #5
- 2014 : Badge of Honor d'Agustin : Karla Rivera

#### Vidéo
- 1987 : Project A-Ko 2: Daitokuji zaibatsu no inbô (vidéo) : Biiko Daitokuji (B-ko) (version anglaise)
- 1989 : Yoroiden Samurai Trooper: Kikôtei densetsu : Naria
- 1989 : Project A-Ko 4: Final : B-Ko Daitokuji (version anglaise)
- 1990 : Project A-Ko Versus Battle 1: Grey Side : B-Ko Daitokuji (version anglaise)
- 1990 : Project A-Ko Versus Battle 2: Blue Side : B-Ko Daitokuji (version anglaise)
- 1993 : Ranma ½ : Ranma Saotome (femelle) (voix anglaise)
- 1994 : Cendrillon (Cinderella) (voix) de Toshiyuki Hiruma et Takashi
- 1994 : Pocahontas (voix)
- 1994 : Leo le lion, roi de la jungle (voix)
- 1994 : A Christmas Carol (voix) de Toshiyuki Hiruma et Takashi
- 1994 : Le Petit lapin charmant (voix) de Toshiyuki Hiruma et Takashi
- 1995 : La Belle au bois dormant (voix) de Toshiyuki Hiruma et Takashi
- 1995 : Le Bonhomme de neige (voix) de Toshiyuki Hiruma et Takashi
- 1995 : Alice au pays des merveilles (voix)
- 1995 : Casse noisette (voix)
- 1995 : Le Petit Chaperon rouge (voix)
- 1995 : Le Prince noir (voix)
- 1995 : Blanche Neige (voix)
- 1995 : Curly, le petit chien (voix, non créditée)
- 1995 : Heidi (voix)
- 1995 : Hercules (voix)
- 1995 : Le Livre de la jungle (voix)
- 1996 : Le Bossu de Notre-Dame (voix)
- 1999 : Merutiransâ : Vanessa / Defiant F (version anglaise)
- 2000 : Grandma Got Run Over by a Reindeer (voix)
- 2001 : A Christmas Adventure ...From a Book Called Wisely's Tales : Dancer (voix)
- 2003 : Barbie et le Lac des cygnes (Barbie of Swan Lake) d'Owen Hurley : Lila (voix)
- 2004 : G.I. Joe: Valor Vs. Venom : Jinx / News Announcer (voix)
- 2004 : Max Steel: Endangered Species (voix)
- 2004 : My Little Pony: Dancing in the Clouds : Rainbow Dash (voix)
- 2005 : Barbie Fairytopia (Barbie: Fairytopia) de Walter P. Martishius et William Lau : Azura (voix)
- 2005 : My Little Pony: Friends are Never Far Away : Rainbow Dash / Sparkleworks
- 2006 : Le Journal de Barbie (The Barbie Diaries) d'Eric Fogel : Tia / Passing Girl 2 (voix)
- 2006 : Barbie : Mermaidia (Barbie: Mermaidia) de Walter P. Martishius et William Lau : Azura, Fée des Mers Mauve
- 2006 : My Little Pony: A Very Pony Place : Rainbow Dash / Sparkleworks (voix)
- 2006 : My Little Pony: The Princess Promenade : Rainbow Dash / Sparkleworks / Breezie #2 (voix)
- 2006 : Barbie Fairytopia: Mermaidia : Azura / Purple Merfairy (voix)
- 2007 : Barbie : Magie de l'arc-en-ciel (Barbie Fairytopia : Magic of The Rainbow) de Walter P. Martishius : Azura, Pixie 1
- 2007 : Barbie Fairytopia: Magic of the Rainbow : Azura / Pixie #1 (voix)
- 2008 : My Little Pony Live! The World's Biggest Tea Party : Rainbow Dash (voix)
- 2011 : Thor : Légendes d'Asgard (Thor: Tales of Asgard) de Sam Liu : voix additionnelles
- 2013 : 12 Rounds 2: Reloaded de Roel Reiné : McKenzie

### Télévision

#### Programme court
- 1993 : Kishin Heidan : Lieutenant Yoshiko Fujishima (voix anglaise)
- 2003 : My Little Pony: A Charming Birthday : Sparkleworks / Rainbow Dash (voix)
- 2004 : GI Joe: Ninja Battles : Jinx (voix)
- 2005 : My Little Pony: A Very Minty Christmas : Rainbow Dash / Sparkleworks (voix)

#### Téléfilm
- 1988 : Laura Lansing Slept Here : femme du Soap Opera #1
- 1988 : Higher Ground de Robert Day : Lisa Bell
- 1991 : Blood River : Laurie, Whore
- 1992 : Home Movie : Gina
- 1992 : Sarah et Julie n'en font qu'à leur tête (To Grandmother's House We Go) de Jeff Franklin : Stacey
- 1993 : Born to Run d'Albert Magnoli : Assistant
- 1993 : Other Women's Children : Patti
- 1994 : Deadly Vows : Lonnie
- 1994 : L'Échange (Someone Else's Child) de John Power : Rachel
- 1996 : J'ai kidnappé ma fille (Abducted: A Father's Love) : Adella
- 1997 : Double Écho (Echo) de Charles Corell : Kathy
- 1997 : La Fugue (Into the Arms of Danger) de Chuck Bowman : Adrian
- 1998 : Le Crime défendu (I Know What You Did): Shelly, la serveuse
- 1998 : Nobody Lives Forever de Paul Wendkos : Cleo
- 1998 : Voyage of Terror : Theresa Fernandez
- 1999 : L'Enfer de verre (Heaven's Fire) : Michelle
- 2000 : Rencontre avec le passé (The Man Who Used to Be Me) : Meg MacDonald
- 2005 : Hot Wheels: AcceleRacers - Ignition : Lani Tam
- 2005 : Behind the Camera: The Unauthorized Story of 'Mork & Mindy' : Isabel Hernandez
- 2005 : Painkiller Jane de Sanford Bookstaver : Carla Browning
- 2006 : Ciel de feu (Meltdown: Days of Destruction) de John Murlowski : Bonnie
- 2006 : Vengeance du passé (Circle of Friends) de Stefan Pleszczynski : Susan
- 2007 : La Force du pardon (Crossroads: A Story of Forgiveness) de John Kent Harrison : Nancy
- 2008 : The Quality of Life : Inspecteur Angela Kosmo
- 2009 : Spectacular! de Robert Iscove : Marion
- 2010 : Dernier week-end entre amies (Lies Between Friends) de Walter Klenhard : Dr Stephanie Johnson
- 2011 : Une vie pour une vie (Gone) de Grant Harvey : Paula Stronin
- 2013 : The Mystery Cruise : Serena York
- 2013 : Trafic de bébés (Baby Sellers) de Nick Willing : Patricia

#### Série télévisée
- 1987 : Un flic dans la mafia (Wiseguy) (saison 1, épisode 03 : L'Homme qui a perdu ses billes) : Heidi Kesselman
- 1989 - 1991 : Captain N (Captain N: The Game Master) (33 épisodes) : Princess Lana (voix)
- 1989 : Ranma ½ (12 épisodes) : Ranma Saotome (femelle) (voix anglaise)
- 1989 : The Beachcombers (saison 17, épisode 17 : Biker) : Emma DeSoto
- 1989 - 1990 : Ranma ½: Nettô-hen (45 épisodes) : Ranma Saotome (femelle) (voix anglaise)
- 1990 : He-man, le héros du futur (The New Adventures of He-Man) : Critta / Mara / The Sorceress (voix)
- 1990 : 21 Jump Street (saison 5, épisode 09 : Diplôme à vendre) : Melinda Cross
- 1990 : « Il » est revenu (It) (mini-série) : Cyndi
- 1990 : Le Ranch de l'espoir (en) (Neon Rider) (saison 1, épisode 06 : All's Fair) : Cindy
- 1990 : Michel Vaillant : Hanna / Julie Woods / Ruth (voix)
  - (saison 1, épisode 01 : Urgence à San Carlos)
  - (saison 1, épisode 65)
- 1990 - 1991 : Mom PI (en) :
  - (saison 1, épisode 05 : Gumshoe) : Sheila Brown
  - (saison 2, épisode 03 : The Shadows) : Star
- 1991 : Capitaine Z et la Patrouille des rêves : P.J. (voix)
- 1992 : Funky Fables : voix additionnelles
- 1992 : Le Roi Arthur et les Chevaliers de Justice (King Arthur & the Knights of Justice) (saison 1, épisode 01 : Coup d'envoi) : Lady Elaine (voix, sous le nom de Venus Tetzo)
- 1992 : The Adventures of T-Rex (saison 1, épisode 01 : Hijack) : Ginger / Mae (voix)
- 1992 : My Little Pony Tales (22 épisodes) : Patch / Dazzle / Mrs Melody (voix)
- 1993 : Les Aventures de Sonic (The Adventures of Sonic the Hedgehog) (65 épisodes) : voix additionnelles
- 1993 : Cobra (saison 1, épisode 04 : Honeymoon Hideaway) : Charlotte
- 1993 : Jack's Place (saison 2, épisode 05 : Forever and Ever) : Didi Olivia
- 1993 : Les Trois As (The Hat Squad) (saison 1, épisode 09 : A Dog's Life) : Luisa
- 1993 - 1994 : Street Legal (en) (14 épisodes) : Valerie Sanducci
- 1994 : Malifica : Malifica (voix)
- 1994 : Le Roi Léo (Kimba the White Lion) (voix)
- 1994 : Traps (saison 1, épisode 05 : Make Way for Duckling) : Carla
- 1995 : Les Rock'Amis (Littlest Pet Shop) (voix)
- 1995 : University Hospital (saison 1, épisode 06 : La Quarantaine) : Connie Lopez
- 1995 : Darkstalkers (6 épisodes) : Mariko (voix)
- 1995 : Highlander (saison 4, épisode 04 : Les Rabatteurs) : Valerie Meech
- 1995 : Lonesome Dove : Le Crépuscule (Streets of Laredo) (saison 1, épisode 16 : Buffalo Bill's Wild West Show) : Glory McAllister
- 1995 : Madison : Monica Reynolds
  - (saison 3, épisode 05 : Taking Care of Business)
  - (saison 3, épisode 06 : On the Road)
  - (saison 3, épisode 08 : Where the Wolves Are)
  - (saison 3, épisode 10 : Can't Get No Satisfaction)
- 1995 - 1996 : Sky Surfer Strike Force : Lazerette (voix)
  - (saison 1, épisode 01 : City of Terror)
  - (saison 2, épisode 01 : The Black Box)
- 1996 - 1999 : Animutants (Beast Wars: Transformers) (39 épisodes) : Blackarachnia (voix)
- 1996 - 1999 : Viper :
  - (saison 2, épisode 09 : Drôle de jeu) : Lena Graf
  - (saison 4, épisode 13 : Les Gens comme nous) : Linda Pratt
- 1996 : Vortech: Undercover Conversion Squad : Miranda Ortiz (voix)
- 1996 : Saber Marionette J : Tiger (voix anglaise)
- 1996 : Hana yori dango : Minako Yamano (voix anglaise)
- 1996 : Sliders : Les Mondes parallèles (Sliders) (saison 2, épisode 12 : Un monde incorruptible) : June
- 1996 : Vision d'Escaflowne (Tenkū no Esukafurōne) (saison 1, épisode 06 : La Cité des intrigues) : Millerna (voix anglaise)
- 1997 : Reboot (saison 3, épisode 06 : Au-delà de nulle part) : Gigagirl / Copy Girl (voix)
- 1997 : The Sentinel (saison 2, épisode 18 : Le Petit génie) : Molly
- 1998 : La Loi du colt (Dead Man's Gun) (saison 2, épisode 10 : The Pinkerton) : Dolores "Dolly" Marquez
- 1998 : Eat-Man '98 : Inspecteur Aimie (voix anglaise)
- 1998 : Salty's Lighthouse : Lillie Lightship / Sally Seaplane (voix)
- 1998 : Les Aventures des Pocket Dragons (Pocket Dragon Adventures) (saison 1, épisode 96 : It's a Wonderful Fruitcake) : Cuddles (voix)
- 1998 : Stories from My Childhood : (voix)
  - (saison 1, épisode 01 : The Snow Queen)
  - (saison 1, épisode 06 : Cinderella & The House on Chicken Legs)
- 1998 - 2005 : Coroner Da Vinci (Da Vinci's Inquest) (91 épisodes) : Inspecteur Angela Kosmo
- 1999 : Poltergeist : Les Aventuriers du surnaturel (Poltergeist: The Legacy) (saison 4, épisode 04 : Le Tableau) : Sarah Whedon
- 1999 - 2000 : Beast Machines: Transformers (Beast Machines) (26 épisodes) : Blackarachnia (voix)
- 2000 : Sept jours pour agir (Seven Days) (saison 2, épisode 19 : Sainte mission) : Signora Dellacorte
- 2000 : Action Man : (voix)
  - (saison 1, épisode 06 : Le Sosie) : Agent Diana Zurvis
  - (saison 1, épisode 08 : Menace sur Sydney) : Agent Diana Zurvis
  - (saison 1, épisode 11 : Guerre froide) : Diana
  - (saison 1, épisode 12 : Le Monstre [1/2]) : Diana
- 2000 : Secret Agent Man (saison 1, épisode 11 : Quinze secondes de sursis) : femme
- 2000 : First Wave (saison 2, épisode 19 : Le Procès de Joshua) : Gua Superviseur
- 2000 - 2003 : X-Men: Evolution (50 épisodes) : Jean Grey / Riley Finn
- 2001 : Arms (Project ARMS) : Katsumi Akagi (voix)
  - (saison 1, épisode 01 : Vibration)
  - (saison 1, épisode 02 : Transe)
- 2001 : Mysterious Ways : Les Chemins de l'étrange (Mysterious Ways) (saison 1, épisode 22 : Un autre homme) : Tracy Roberts
- 2001 : The SoulTaker : Olivia Carlisle (voix anglaise)
- 2001 : Star Ocean EX : Celine (voix anglaise)
- 2002 : Andromeda (saison 3, épisode 05 : Seuls au monde) : Nadya Ratamsky
- 2002 : La Treizième Dimension (The Twilight Zone) (saison 1, épisode 09 : Cauchemar terrifiant) : Dr Anna Rosoff / Spokeswoman
- 2002 : Édition spéciale (saison 1, épisode 12 : I-24gate) : Darci
- 2002 : Stargate SG-1 (saison 6, épisode 04 : Prisonnière des glaces) : Dr Francine Michaels
- 2002 : Hamtaro (Tottoko Hamutarō) : Mme Charlotte Yoshi (voix)
- 2003 : Master Keaton : Sofia (voix anglaise)
- 2003 : Black Sash (saison 1, épisode 03 : Date Night) : Dana Carter
- 2003 : Dead Zone (saison 2, épisode 08 : La Chute) : Lorraine
- 2003 : Still Life (saison 1, épisode 01 : Pilot) : Anna
- 2004 : Dead Like Me (saison 2, épisode 05 : L'heure, c'est l'heure !) : Karen the Lawyer
- 2004 - 2005 : Gundam Seed Destiny (Kidô senshi Gundam Seed Destiny) (19 épisodes) : Talia Gladys (voix anglaise)
- 2005 : Kong (Kong: The Animated Series) (saison 1, épisode 13 : The Sleeping City) : Amina (voix)
- 2005 - 2006 : Hot Wheels Highway 35 World Race : Lani Tam
  - (saison 1, épisode 02 : Ignition)
  - (saison 1, épisode 03 : Speed of Silence)
  - (saison 1, épisode 04 : The Ultimate Race)
- 2005 - 2006 : Da Vinci's City Hall (13 épisodes) : Inspecteur Angela Kosmo
- 2006 : Black Lagoon : Sawyer (voix anglaise)
  - (saison 2, épisode 04 : Jane aux billets verts)
  - (saison 2, épisode 05 : Le Cirque des curiosités de Roanapur)
  - (saison 2, épisode 06 : La Chance de M. Benny)
- 2006 : Whistler : Melina Sarris
  - (saison 1, épisode 05 : Le Poids de la vérité)
  - (saison 1, épisode 10 : Ennuagement)
  - (saison 1, épisode 11 : Sous la surface)
- 2006 : Supernatural (saison 1, épisode 18 : La Stryge) : Joanna
- 2007 : Les Quatre Fantastiques (Fantastic Four : World's Greatest Heroes) : Lucia Von Bardas
  - (saison 1, épisode 12 : L'Ordre et le Chaos)
  - (saison 1, épisode 16 : Les Robots de Fatalis)
- 2007 : Death Note (Desu Nōto) : Wedy / Eriko Aizawa (voix anglaise)
  - (saison 1, épisode 18 : Allié)
  - (saison 1, épisode 19 : Matsuda)
  - (saison 1, épisode 22 : Conduite)
  - (saison 1, épisode 23 : Frénésie)
  - (saison 1, épisode 26 : Reprise)
- 2007 : Les Maîtres de l'horreur (Masters of Horror) (saison 2, épisode 11 : George le cannibale) : Pam Franks
- 2008 : The L Word (saison 5, épisode 01 : Lutte d'influence) : Andrea Jills
- 2008 - 2009 : The Guard : Police maritime (The Guard) : Jen Renwald
  - (saison 1, épisode 06 : Le Refus)
  - (saison 3, épisode 01 : Sauver le X)
  - (saison 3, épisode 04 : La Jambe)
- 2010 : Psych : Enquêteur malgré lui (Psych) (saison 5, épisode 10 : En cabane au Canada) : Valeria Crossley
- 2010 - 2011 : Shattered : Laura Whitehill
  - (saison 1, épisode 04 : Des liens gênants)
  - (saison 1, épisode 07 : Entre deux feux)
  - (saison 1, épisode 10 : Comme une clé sous serrure)
- 2011 : Sanctuary (saison 4, épisode 12 : La Patrie, première partie) : Capitaine Franklin
- 2012 : L'Heure de la peur (R.L. Stine's The Haunting Hour) (saison 3, épisode 04 : The Weeping Woman) : Mme Martinez
- 2012 : Continuum (saison 1, épisode 08 : Plus le temps de jouer) : Gabrielle Cosgrove
- 2012 : Iron Man: Armored Adventures (saison 2, épisode 17 : Mutant X) : Jean Grey (voix, non créditée)
- 2012 : Blackstone : Sue
  - (saison 2, épisode 07 : I'm Not a Racist)
  - (saison 2, épisode 08 : Human)

### Jeux vidéo
- 2003 : Kidô senshi Gandamu: Meguriai sora : Jaqueline Simone (voix anglaise)
- 2005 : Devil Kings : Venus (voix)
- 2010 : Dead Rising 2: Case West : Isabela Keyes (voix)

## Voix françaises
- Dorothée Jemma dans Captain N (1989-1991)